# 马扎

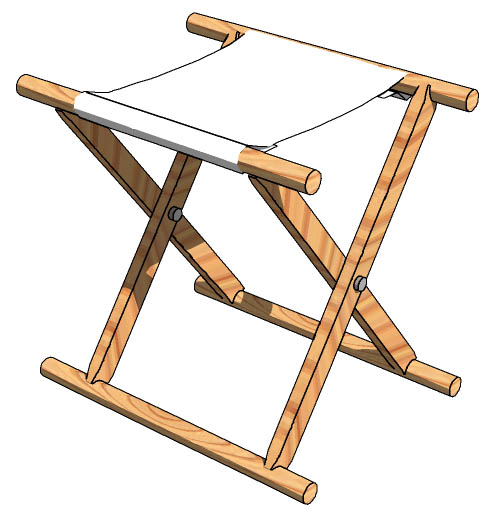
马扎

马扎又名马闸、交杌，为一种小型简单的坐具，是摺凳的一種，前后两腿交叉，上绷帆布条、皮条或麻绳，可合拢折叠，轻便并易于携带。見於世界各地，支架有不同材質，常見有木材、金屬等，有些較華麗的會在木材上鑲上象牙為裝飾，現存歷史最悠久的馬扎是1899年於德國布克斯特胡德丹尼森的丹尼森馬扎，為北歐青銅時代文物。現代的金屬支架小型馬扎常用作釣魚等戶外活動。
老殘遊記第十五回提及：縣官有馬扎子，老殘與人瑞仍坐長凳子上。

## 圖片

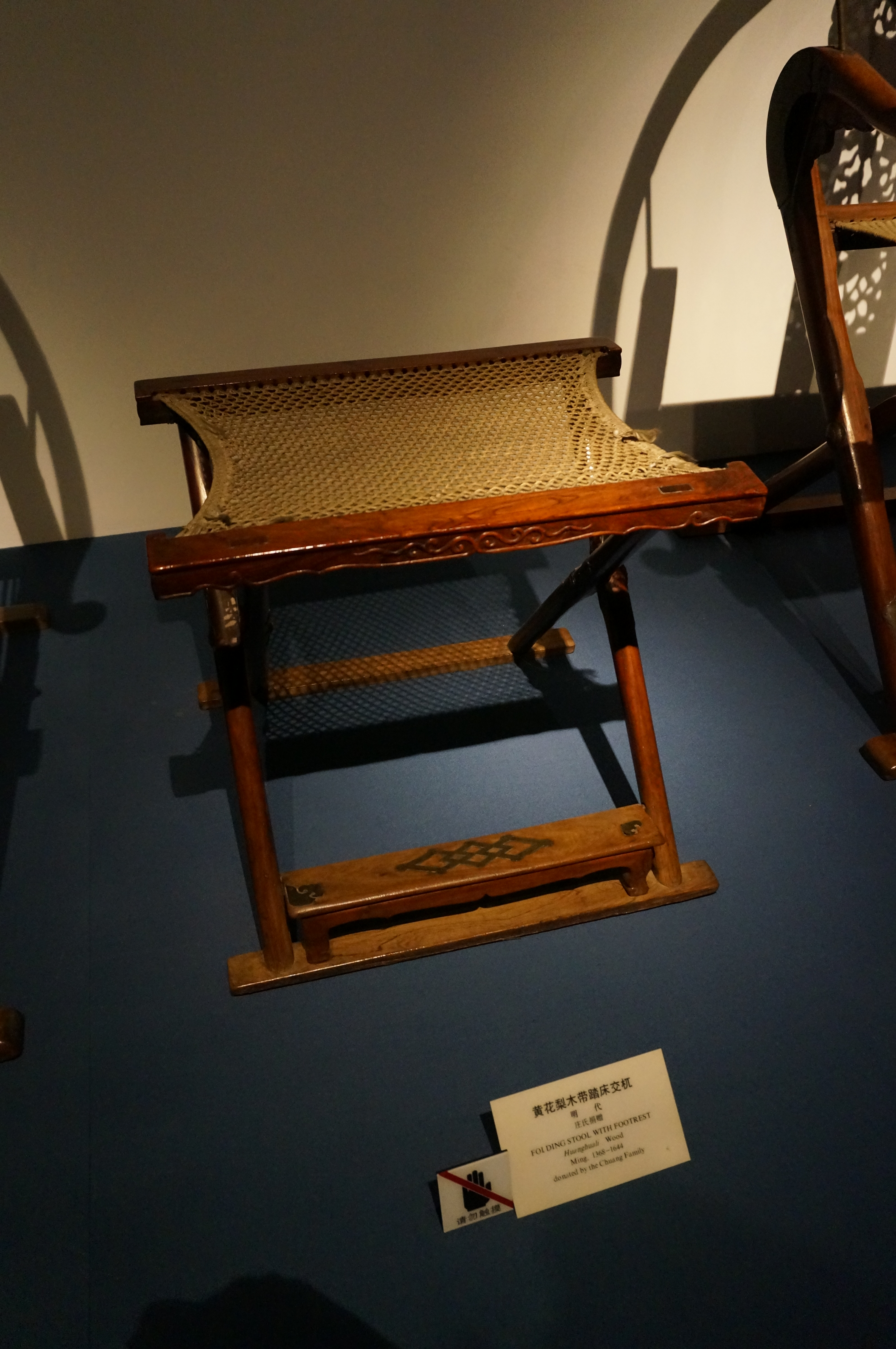
明代黄花梨木带踏床交杌，上海博物馆藏
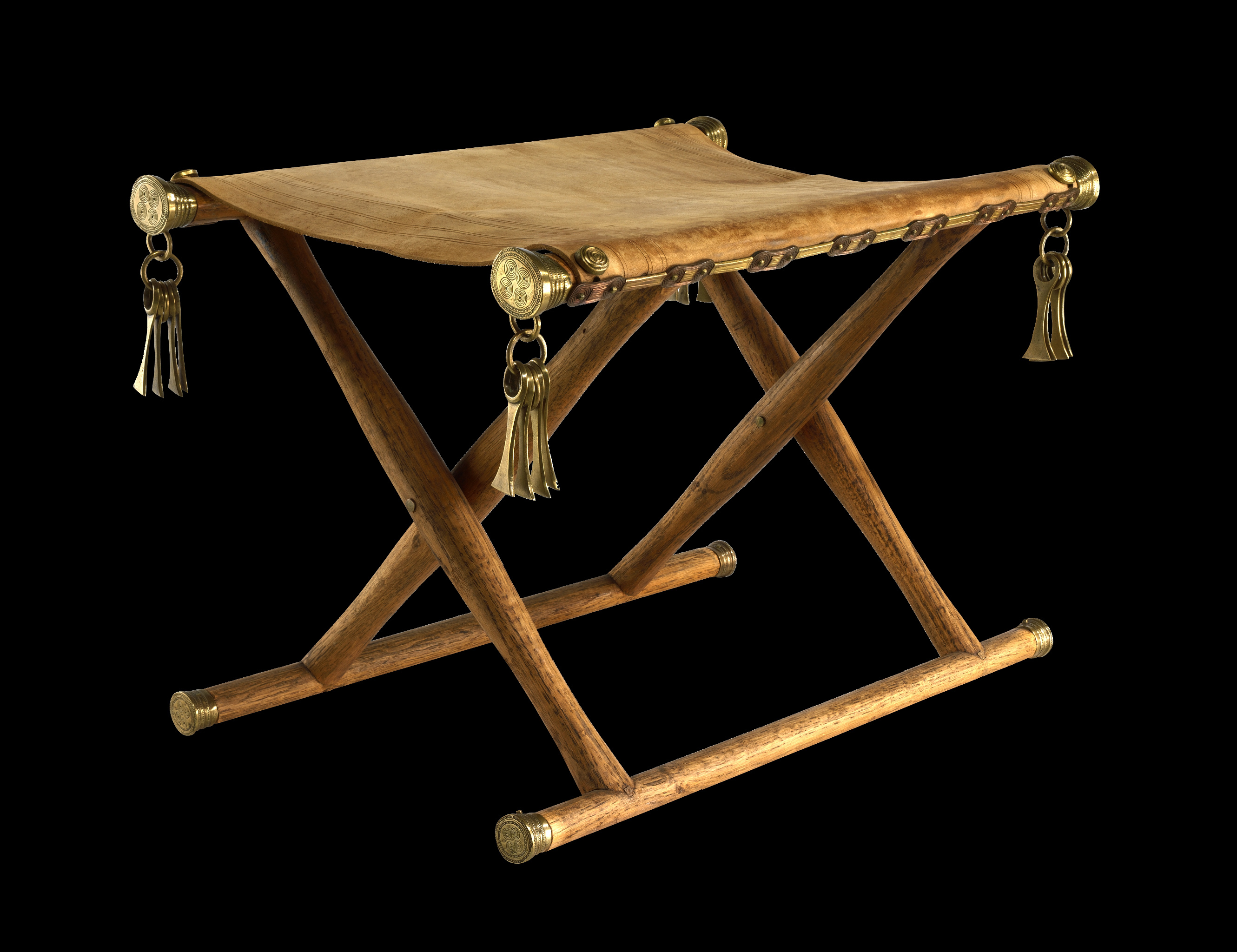
北歐青銅時代丹尼森馬扎（德语：Klapphocker von Daensen）（復原品），德國漢堡考古學博物館藏
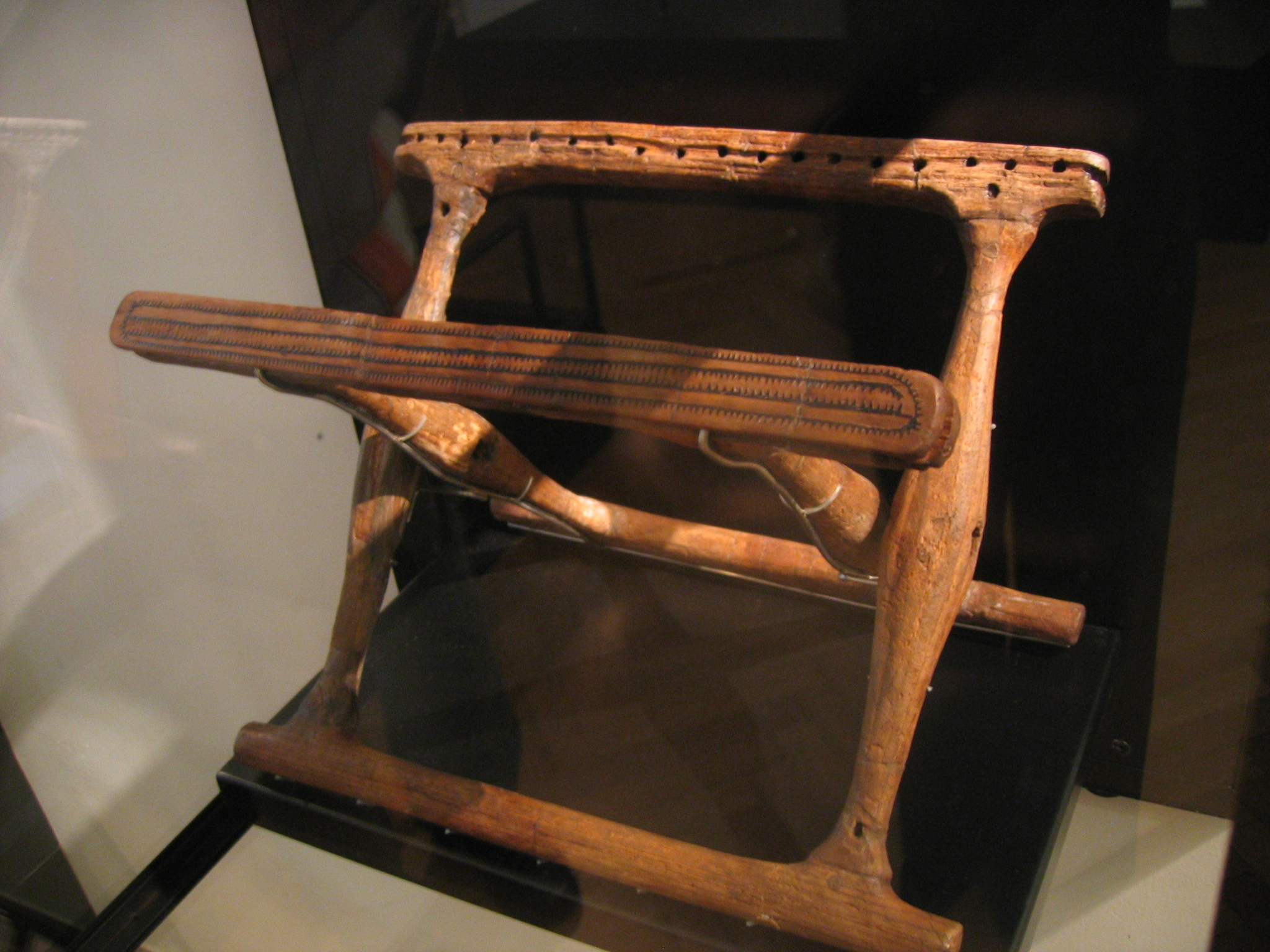
北歐青銅時代的丹麥交杌支架
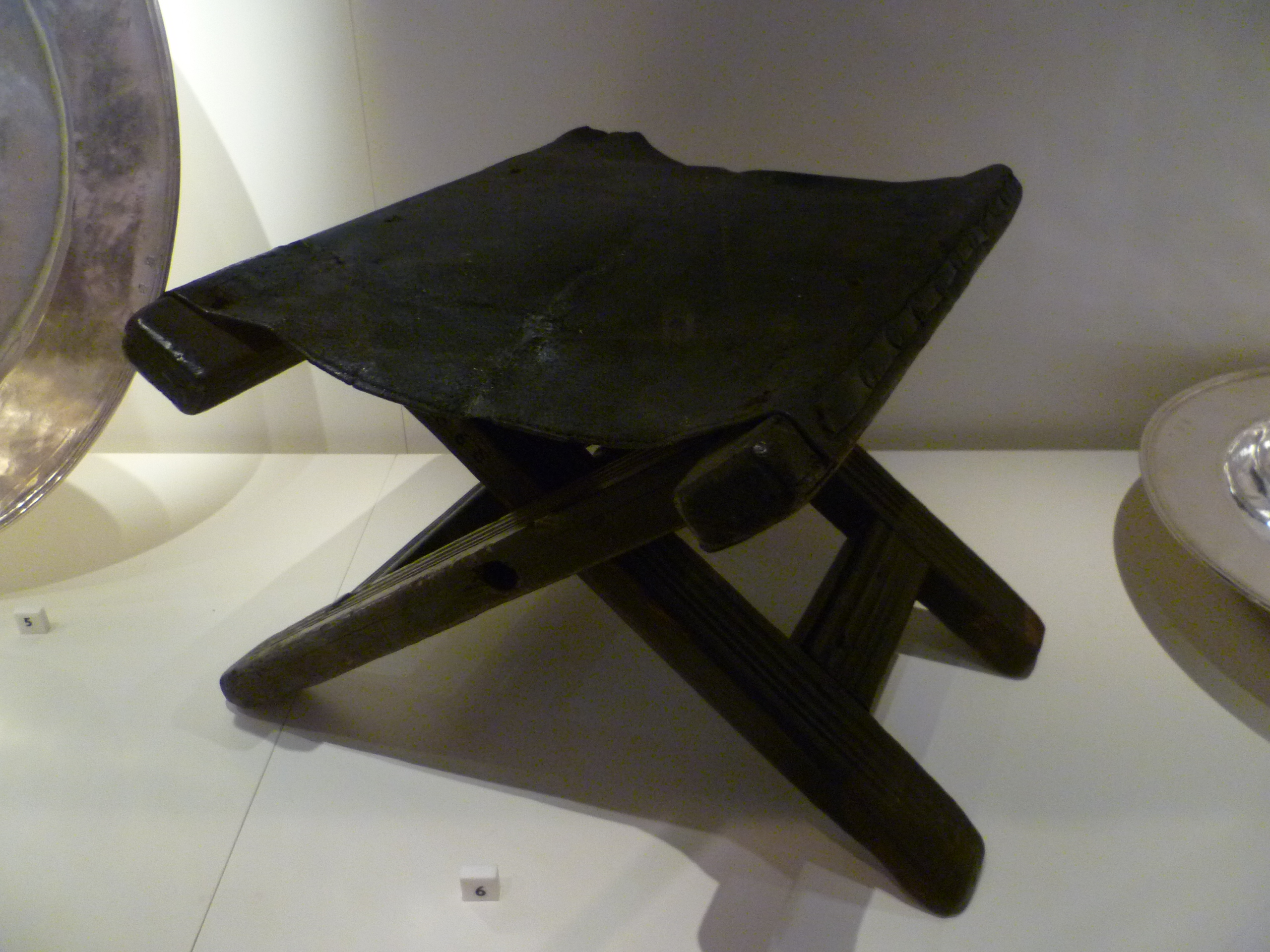
17世紀的蘇格蘭馬扎
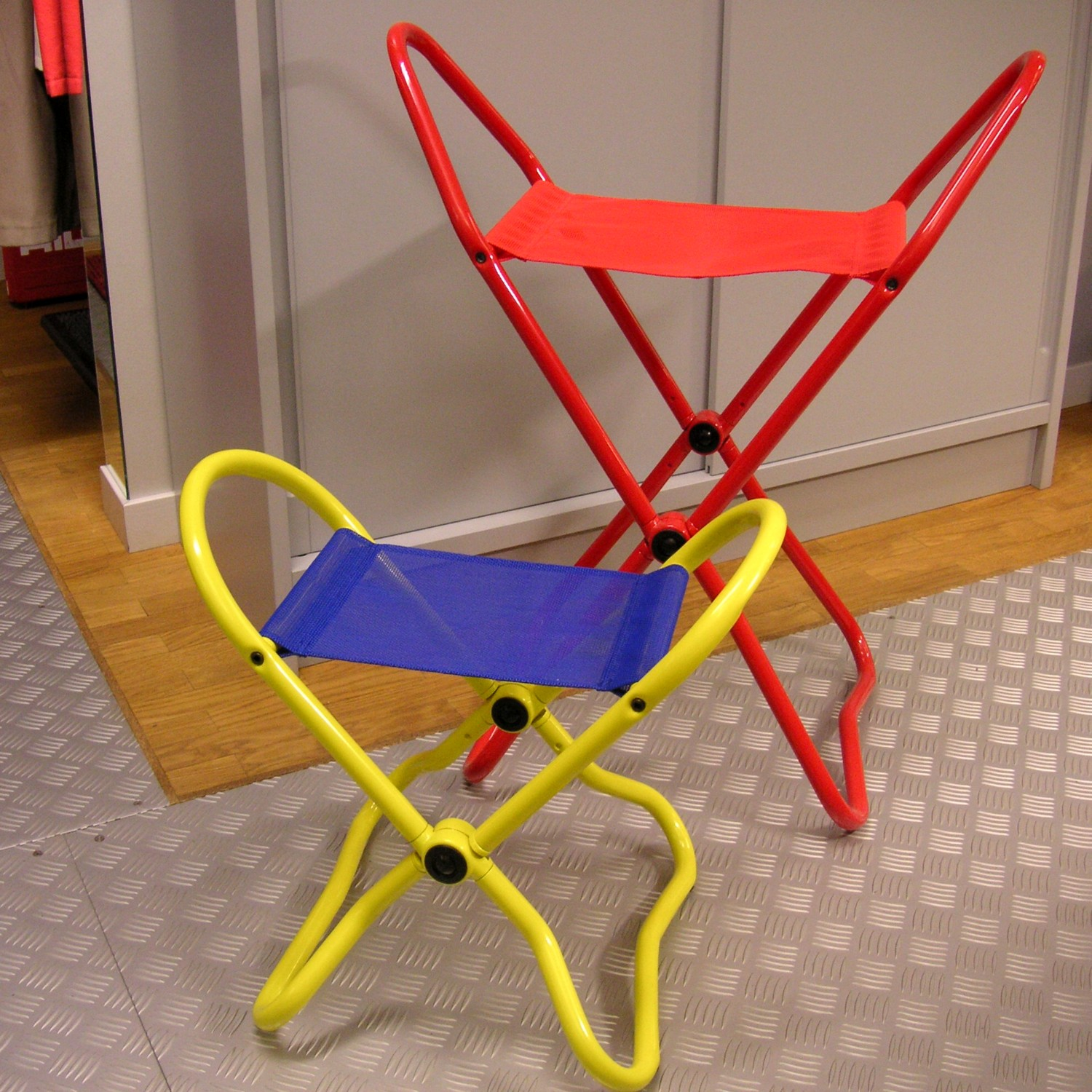
瑞典公司A&E Design（英语：A&E Design）於1995年推出的馬扎